# Falenty
Falenty – osada sołecka w Polsce położona w województwie mazowieckim, w powiecie pruszkowskim, w gminie Raszyn. 

## Opis

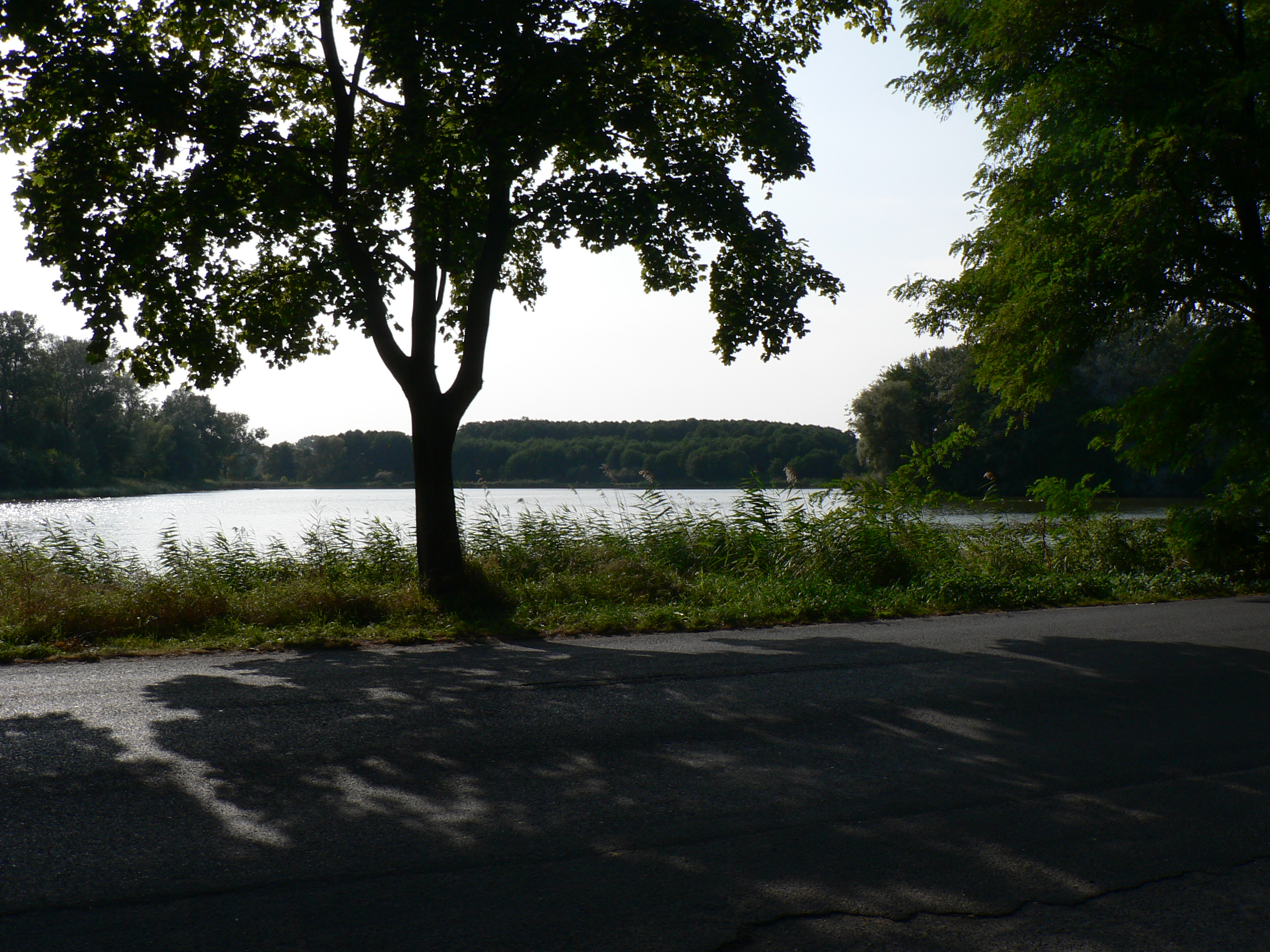
Staw Falencki – jeden ze Stawów Raszyńskich

Wieś wzmiankowana pierwszy raz w 1434 jako własność bogatej szlachty. Okolice były terenem łowieckim książąt mazowieckich.
Znajduje się tu wczesnobarokowy pałac z I połowy XVII wieku, w którym obecnie mieszczą się Instytut Technologiczno-Przyrodniczy (niegdyś Instytut Melioracji i Użytków Zielonych (od 1964)) oraz Wyższa Szkoła Przedsiębiorczości i Rozwoju Regionalnego (od 2002). Na grobli znajduje się barokowa figura Boga Ojca z XVII w.
Miejscowość dzieli się na Falenty IMUZ (od nazwy instytutu), Falenty Nowe i Falenty Duże.
Najważniejsze drogi w Falentach to Falencka, prostopadła do al. Krakowskiej, Opackiego, prostopadła do Falenckiej i równoległa do al. Krakowskiej, oraz al. Hrabska, równoległa do Falenckiej.
Do 1954 roku istniała gmina Falenty. Przed reformą administracyjną z przełomu lat 1998 i 1999 miejscowość administracyjnie należała do województwa warszawskiego.

## Związani z Falentami
W miejscowości, w oficynie dawnego folwarku przy al. Hrabskiej, urodziła się i przez kilka lat mieszkała rzeźbiarka Magdalena Abakanowicz.